# Ctenichneumon cyaneus
Ctenichneumon cyaneus är en stekelart som först beskrevs av Tohru Uchida 1956.  Ctenichneumon cyaneus ingår i släktet Ctenichneumon och familjen brokparasitsteklar. Inga underarter finns listade i Catalogue of Life.